# Ehrharta delicatula
Ehrharta delicatula är en gräsart som beskrevs av Otto Stapf. Ehrharta delicatula ingår i släktet Ehrharta och familjen gräs. Inga underarter finns listade i Catalogue of Life.